# 約因
約因（やくいん、英: Consideration）とは、契約当事者間に存在しなければならない取引上の損失をいう。英米法において契約を構成する約束に拘束力を与える根拠である。
英米法における契約（Contract）とは「当事者間の合意から派生する契約法および他の適用されるべき一切の法規範によって法的意味を付与された権利義務の総体」とされる。契約が効力を有するためには約因が必要であり、当事者間の合意だけでは契約は成立しないとされている。そのため、無価値の物品の売買においても、対価として1ドル支払う慣習がある。
米国契約法71条 交換取引の必要性－交換取引の類型
- 約因を構成するためには、履行(Implement)または反対約束が交換的に取引されなければならない。
- 履行または反対約束は、それが約束者によって約束と交換に求められ、受約者によって約束者の約束と交換に与えられる場合に、交換的に取引されることとなる。
- 履行となるのは次のものである。
  - a：約束以外の行為
  - b：不作為 (Forbearance)
  - c：法律関係の設定、変更、解消
- 履行または反対約束は、約束者のみならずその他のものに与えてもよい。また、受約者からではなく、その他のものから与えることもできる。